# Пернек
Пернек (словац. Pernek) — село, громада округу Малацки, Братиславський край, південно-західна Словаччина, регіон Загоріє. Кадастрова площа громади — 27,36 км².
Населення 875 осіб (станом на 31 грудня 2017 року).

## Історія
Пернек згадується в 1394 році.

## Географія
Протікає Пернецький потік.

## Населення
| Рік:            | 1994. | 2004.   | 2014.   | 2024.   |
| --------------- | ----- | ------- | ------- | ------- |
| Кількість осіб: | 742   | 793     | 846     | 899     |
| Різниця:        |       | +6,87 % | +6,68 % | +6,26 % |

| Рік:            | 2023. | 2024.   |
| --------------- | ----- | ------- |
| Кількість осіб: | 908   | 899     |
| Різниця:        |       | -0,99 % |